# Kathleen McNulty Mauchly Antonelli

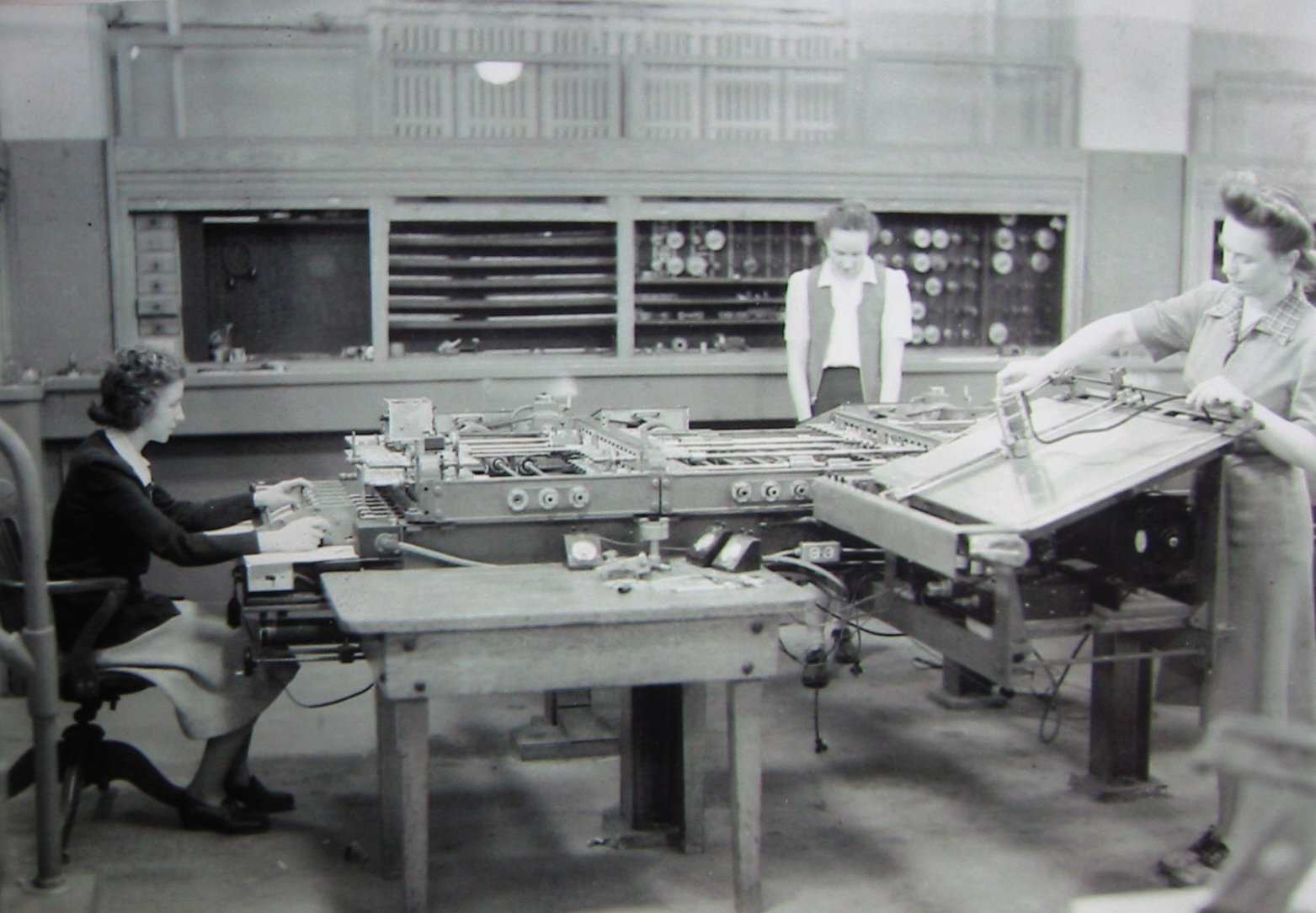
Kay McNulty, Alyse Snyder, i Sis Stump operant l'analitzador diferencial al soterrani de l'Escola d'Enginyeria elèctrica Moore, a la Universitat de Pennsylvania a Filadèlfia, (1942-1945).

Kathleen McNulty Mauchly Antonelli   (Creeslough, 12 de febrer de 1921 - Wyndmoor, 20 d'abril de 2006) fou una matemàtica estatunidenca d'origen irlandès, que va ser una de les sis programadores originals de la computadora ENIAC, el primer ordinador digital electrònic d'ús general.

## Educació i primers anys
Nascuda Kathleen Rita McNulty al Comtat de Donegal, Irlanda, a 1921, durant les guerres d'independència del seu país. La nit del seu naixement, el seu pare, James, que era un oficial de l'Exèrcit Republicà Irlandès, va ser arrestat per dos anys. Després del seu alliberament, la família va emigrar als Estats Units a l'octubre de 1924 i es va instal·lar a Pennsilvània, on James McNulty va establir els seus negocis. En aquells dies, Kathleen no era capaç de parlar anglès, ja que la seva llengua materna era el gaèlic. De fet, se sap que recordaria les seves oracions en gaèlic per la resta dels seus dies. Després d'assistir a l'escola a Chestnut Hill i al Hallahan Catholic Girls High School, a Filadèlfia, es va graduar amb un títol en matemàtiques al Chestnut Hill College per a dones al juny de 1942. D'un total de 92 estudiants, Kathleen va ser una de les tres que van aconseguir graduar-se en matemàtiques aquell any. Totes elles van fer tots els cursos de matemàtiques disponibles: dos semestres d'àlgebra, història de les matemàtiques, càlculs integrals, trigonometria esfèrica, càlcul diferencial, projecció geomètrica, equacions parcials diferencials i estadístiques.
Durant el seu tercer any d'estudis, Kathleen va començar la seva recerca de feina, sabent que volia una feina en matemàtiques que no fos la docència. Sabia que els llocs en companyies d'assegurances requerien un grau de mestratge i que de tota manera, poques vegades contractaven dones. Sabent que els estudis de negocis li donarien més facilitats per trobar feina, va fer tots els cursos que va poder en la matèria: comptabilitat, finances i bancs, negocis, lleis, economia i estadístiques.

## La seva carrera en computació
Una setmana després de graduar-se, va trobar un avís d'ocupació, publicat a The Philadelphia Inquirer, al Servei Civil dels EUA. El títol deia: Es busca: "Dones amb títol en matemàtiques" i afegia "La necessitat de dones enginyeres i científiques està creixent tant en la indústria com en el govern... les dones estan rebent propostes d'ocupació en carreres científiques i d'enginyeria..." Va trobar que allà, més que en cap altra banda, l'eslògan era "Es busquen dones". L'exèrcit dels Estats Units estava buscant dones amb estudis de matemàtica just on ella vivia, a Filadèlfia. Immediatament va avisar les seves dues col·legues de graduació, Frances Bilas i Josephine Benson. La segona no va poder arribar a la trobada, així que van ser Fran i Kathleen les quals finalment van arribar a una entrevista de treball el 1946, on van ser informades dels llocs vacants. Molt aviat, totes dues van rebre cartes demanant que es presentessin en el Moore School of Electrical Engineering, a la Universitat de Pennsylvania, per començar a treballar al juliol de 1942. El lloc que figurava en la seva fitxa d'ocupació era el de "computadores". Allà treballarien fins a formar part de l'equip de programació de l'ENIAC, que va ser posada en funcionament oficialment al desembre de 1946. Malgrat tots els estudis, la seva formació en matemàtica no l'havia preparat per al treball en càlcul de trajectòries balístiques. Ni Fran Spence ni ella estaven familiaritzades amb els mètodes d'integració numèrica usats per computar trajectòries. El llibre que feien servir per estudiar el tema ("Numerical Mathematical Analysis ", 1st Edition by James B. Scarborough, Oxford University Press, 1930) els va aclarir poques coses al respecte. Les dues noves matemàtiques van aprendre com realitzar els seus càlculs pas a pas, per mitjà de la pràctica i amb els bons consells de la seua supervisora Lila Todd. Prop de 75 joves dones computadores van ser emprades en el Moore School en aquest període, moltes de les quals van fer cursos amb Adele Goldstine, Mary Mauchly i Mildred Kramer. La feina era molt pesada, i moltes d'elles van renunciar per excés de treball, però Kay es va tornar prominent entre les dones computadores. Dos o tres mesos després, Fran i Kay van ser traslladades per treballar a l'analitzador diferencial ubicat al soterrani de Moore School. Aquest era el més gran i sofisticat calculador analògic del seu temps, dels quals només n'hi havia tres als Estats Units i cinc o sis en el món sencer (tots els altres a la Gran Bretanya). Fent servir aquest equip, inventat per Vannevar Bush al MIT una dècada enrere i retocat per fer-lo més precís per a l'equip del Moore School, el càlcul d'una trajectòria simple, que requeria prop de 40 hores en una calculadora mecànica d'escriptori, es podia completar en aproximadament 50 minuts.

## La seva carrera com a programadora d'ENIAC
L'ENIAC va ser desenvolupada per a realitzar el mateix tipus de càlculs entre els anys 1943-1946. Al juny de 1945, Kay va ser escollida per ser una de les primeres programadores, juntament amb diverses altres dones com ara Betty Snyder, Marlyn Wescoff i Ruth Lichterman, i una cinquena computadora anomenada Helen Greenman ("Greenie"). Quan Greenie va rebutjar traslladar-se a Aberdeen per entrenar perquè tenia un bonic departament a West Filadèlfia i la suplent es va negar a tallar les seves vacances a Missouri, Betty Jean Jennings, la segona suplent, va obtenir l'ocupació. Entre juny i agost de 1945, van rebre capacitació en Aberdeen Proving Ground en les màquines de targetes perforades d'IBM que eren usades com l'I/O de l'ENIAC. Poc temps després, la companya d'escola de Kay, Fran Bilas, s'uniria a l'equip de l'ENIAC al Moore School, tot i no haver assistit a l'entrenament previ a Aberdeen. L'ordinador podia completar els mateixos càlculs de trajectòria balística descrits més amunt en només 10 segons, però per aconseguir això, prenia entre un i dos dies configurar la màquina amb un nou grup de problemes que resoldre. Eren les dones les responsables de determinar la seqüència de pas requerida per completar els càlculs per a cada problema i configurar l'ENIAC d'acord amb això, encara que abans havien consultat també amb alguns dels enginyers d'ENIAC com ara Arthur Burks per determinar com podrien programar la màquina.
Atès que l'ENIAC era un projecte secret, les programadores no tenien permès tan sols ingressar a la sala on es trobava la màquina, però se'ls donava accés a plans des dels quals treballar en la programació en una sala adjacent. Programar l'ENIAC implicava treballar sobre les equacions diferencials associades a un problema de trajectòria amb la precisió permesa per la ENIAC i calcular la ruta amb instruccions que aconsegueixin assolir la localització correcta entre 1/5.000 de segon. Només quan tenien dissenyat un programa en paper, les dones tenien permís per entrar a la sala d'ENIAC i programar físicament la màquina.
Pràcticament tota la programació de l'ENIAC consistia a dissenyar i posar a funcionar programes de prova que asseguressin la integritat de tot el sistema, cada tub, cada connexió elèctrica necessitava ser verificada abans de córrer cada programa.
Kay va ser traslladada a l'Aberdeen Proving Ground Ballistics Research Lab juntament amb l'ENIAC quan la màquina va ser mudada cap allà el 1947, juntament amb Ruth Lichterman i Fran Bilas. Les altres tres programadores van formar famílies i es van anar a altres llocs de treball i van preferir quedar-se a Filadèlfia en comptes de desplaçar-se a la remota Aberdeen i viure una vida de base militar.